# 山本隆士

## 来歴
愛知県津島市生まれ。清林館高等学校卒業。2017年8月にアフィリエイト会社・株式会社Willaughを設立。会社設立1か月目でアフィリエイトランキング日本一に。その後は集客の専門家として、飲食店(うなぎ屋)、D2C事業、金融、物販など、数多くの事業に携わっている。